# Grey Gardens
Grey Gardens es una película de HBO, sobre la vida de Edith Bouvier Beale y su madre Edith Ewing Bouvier Beale. La película está protagonizada por las actrices Drew Barrymore y Jessica Lange. Está dirigida por el cineasta Michael Sucsy. En primer lugar, se transmitió por HBO el 18 de abril de 2009. Recibió una nominación para la Crítica 2009 para el premio de la Asociación de Televisión Outstanding Achievement películas, miniseries y especiales. La producción de la película comenzó el 22 de octubre de 2007. La película también fue nominada a 17 Premios Primetime Emmy, incluyendo la nominación para la actriz principal en una miniserie o película para Drew Barrymore y Jessica Lange.

## Trama
La trama de la película se centra en la vida de Edith Bouvier Beale y Edith Ewing Bouvier Beale, familiares de Jacqueline Kennedy Onassis, que vivían rodeadas de escombros, basura y desechos, su vida quedó en ruinas, tanto como su casa, de lo que algún día fue una gran mansión, que pertenecía a la familia Bouvier, una de las familias más prestigiosas de los Estados Unidos.

## Reparto
- Drew Barrymore es Edith Bouvier Beale.
- Jessica Lange es Edith Ewing Bouvier Beale.
- Ken Howard es Phelan Beale.
- Daniel Baldwin es Julius Krug.
- Jeanne Tripplehorn es Jacqueline Kennedy Onassis.
- Malcolm Gets es George 'Gould' Strong.
- Kenneth Welsh es Max Gordon.

## Producción
La producción de la película comenzó el 22 de octubre de 2007, en Toronto, Canadá.
La vista aérea de La Pierre estaba con licencia de An Affair to Remember.
La posproducción se realizó en Nueva York y Los Ángeles. Los comentarios del DVD que se hizo en el mismo estudio que el documental original.

## Recepción
La película desde que fue estrenada ha sido alabada por muchos críticos. Ben Lyon de At The Movies, dijo: "Drew Barrymore es fantástica en esta película". El crítico Peter Travers de Rolling Stone también deliraba "El guion tuvo algunos bajos, pero Jessica Lange y Drew Barrymore son magníficas, como las Bouvier Beale".